# Hijos del mar (álbum)
Hijos del mar es el sexto álbum de estudio del cantante español David Bisbal. Fue lanzado al mercado por Universal Music el 2 de diciembre de 2016, consiguiendo en tan solo dos semanas ser disco de platino en España.
El disco ha sido grabado en Londres, Estocolmo, Los Ángeles, Miami, Madrid y Nashville. El primer sencillo,"Antes que no", fue lanzado a la venta el 14 de octubre de 2016, consiguiendo ser disco de platino en España y disco de oro en Colombia.
El segundo sencillo del disco se hizo oficial el 7 de abril de 2017, siendo la canción 	"Fiebre" la elegida. Semanas después consiguió la certificación de sencillo de oro digital en España. El videoclip de la canción, que contó con las actuaciones de la vlogger mexicana Caeli y la actriz y modelo española Silvia Kal, fue grabado en locaciones de la ciudad de Los Ángeles.
Con el tema "Duele demasiado", David Bisbal ha participado en la campaña de Unicef “Uno más uno, es mucho más”, con la que se pretende visibilizar los problemas de la infancia en situaciones de riesgo extremo, a la vez que intenta concienciar a la sociedad para que se involucre en la búsqueda de una solución en la medida de sus posibilidades.
El día 2 de diciembre, a través de las redes sociales, se hicieron públicas las fechas de su próxima gira de promoción denominada Hijos del mar Tour, que se iniciará el 2 de junio de 2017 en su localidad natal.

## Lista de canciones
| Hijos del mar |                            |                                                                                          |          |  |
| N.º           | Título                     | Escritor(es)                                                                             | Duración |  |
| 1.            | «Fiebre»                   | David Bisbal, José Miguel Velásquez y Neven Ilic                                         | 3:17     |  |
| 2.            | «Lo tenga o no»            | Vega y Kike Fuentes                                                                      | 4:29     |  |
| 3.            | «Camino a la verdad»       | David Bisbal, Claudia Brant, Jeeve y Alfonso Pérez                                       | 4:04     |  |
| 4.            | «Antes que no»             | David Bisbal, Jean-Yves Ducornet y Claudia Brant                                         | 3:46     |  |
| 5.            | «Duele demasiado»          | David Bisbal, Claudia Brant, Jeeve y Alfonso Pérez                                       | 3:58     |  |
| 6.            | «Hijos del mar»            | David Bisbal, Claudia Brant, José Miguel Velásquez y Andreas Öhrn                        | 3:36     |  |
| 7.            | «Yo te enseñaré a olvidar» | David Bisbal, Alfonso Pérez y Antonio Orozco                                             | 4:36     |  |
| 8.            | «Mi norte es tu sur»       | David Bisbal, Martin Wiik, Glen Eriksson, Ninos Hanna, Leah Muscat Rodo y Antonio Orozco | 3:17     |  |
| 9.            | «Fue nuestro amor»         | David Bisbal, Alfonso Pérez y Mónica Vélez                                               | 4:11     |  |
| 10.           | «Una palabra»              | David Bisbal, Pablo López y Sam Ellis                                                    | 3:12     |  |
| 38:16         |                            |                                                                                          |          |  |